# Leisi AG, Nahrungsmittelfabrik
Die Leisi AG, Nahrungsmittelfabrik war von 1938 bis 1997 ein Schweizer Hersteller von Fertigteigen mit Produktionsstandort in Wangen, Kanton Solothurn. Heute gehört die Marke Leisi zum Nahrungsmittelkonzern Nestlé. Der weiterhin in Wangen angesiedelte Produktionsstandort ist volumenmässig der grösste von Nestlé Schweiz.
Das Unternehmen wurde 1938 durch Werner Leisi gegründet und fertigte damals zum ersten Mal Kuchenteig maschinell. Später wurde das Angebot mit Blätterteig und Backwaren erweitert. 1970 wurde das Familienunternehmen an die Ursina-Franck-Gruppe verkauft. Diese wiederum wurde 1971 von Nestlé übernommen.
Ab 1984 erlangte die Marke einen weiteren hohen Bekanntheitsgrad mit der Lancierung des ersten fertig ausgewallten Teigs „Quick“, für dessen Produktion Mitte der 1980er Jahre die damals leistungsfähigste Teigproduktionslinie der Schweiz in Betrieb genommen wurde. Noch heute macht „Quick“ den Grossteil der Produktion am Standort Wangen aus.